# Битва при Спрингмартине
Битва при Спрингмартине (англ. Battle at Springmartin) — серия перестрелок, случившихся в Белфасте 13-14 мая 1972 года между боевиками «временного крыла» ИРА, британскими солдатами и членами Ольстерских добровольческих сил. Насилие началось после того, как рядом со зданием паба в католическом квартале Бэллимёрфи взорвался автомобиль. Снайперы ольстерских лоялистов из ОДС открыли огонь по выжившим из заброшенного здания, что привело к крупнейшей на тот момент перестрелке со времён роспуска парламента Северной Ирландии и введения «прямого управления» из Лондона. В течение двух суток боевики ИРА вели перестрелки против ОДС и британских войск. Большая часть стычек произошла на стыке между католическим кварталом Бэллимёрфи и протестантским кварталом Спрингмартин, где располагалась военная база британцев. В результате перестрелки погибли пять гражданских лиц (четыре католика и один протестант), британский солдат и молодой боевик ИРА. Четверо из погибших были несовершеннолетними.

## Взрыв автомобиля

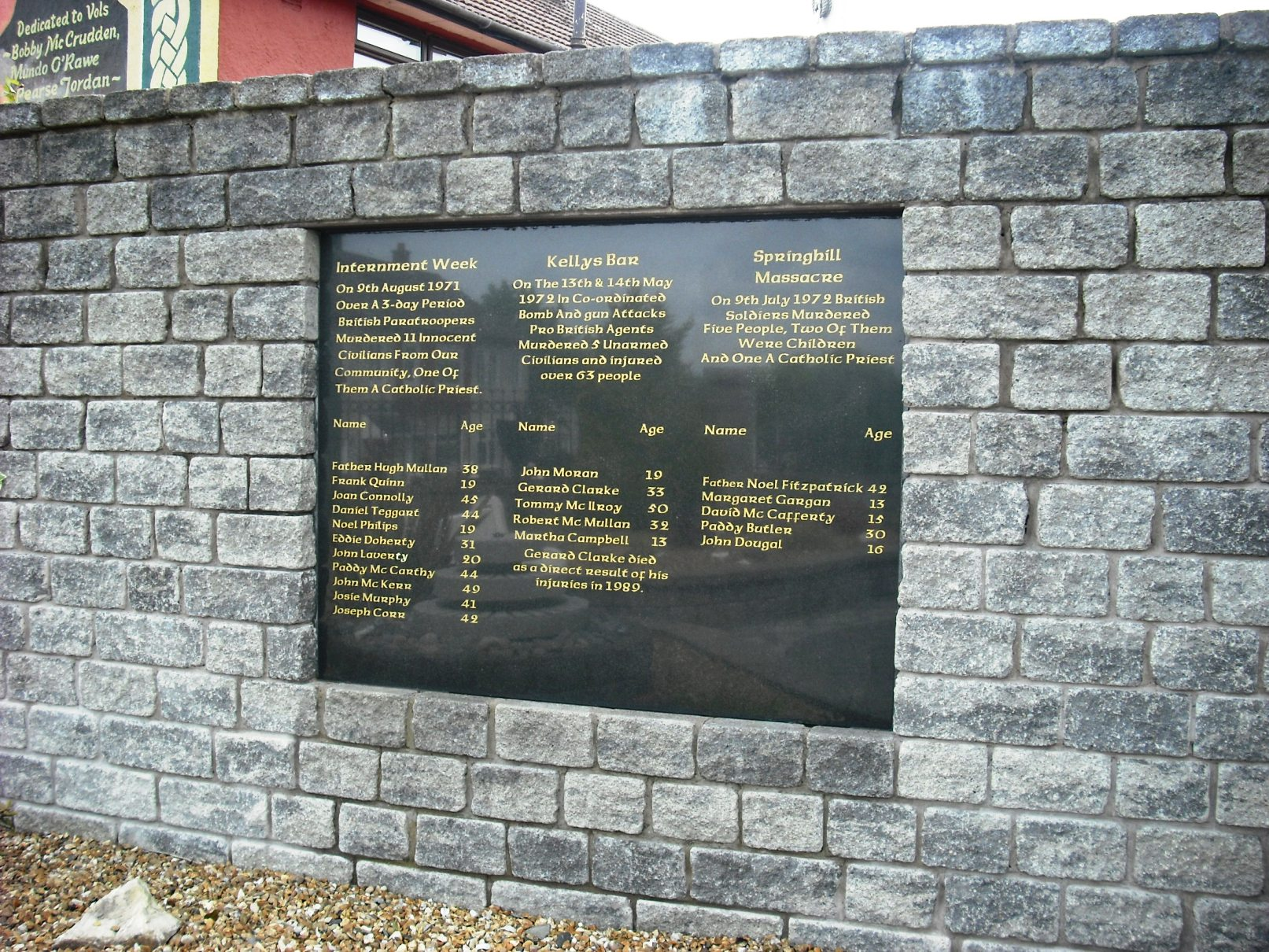
Мемориальная табличка с именами погибших во время резни в Бэллимёрфи, при взрыве бара «Келли» и в резне в Спрингхилле

13 мая 1972 года после 17:00 на перекрёстке улиц Спрингфилд-роуд и Уайтрок-роуд около бара «Келли» (англ. Kelly's Bar) взлетел на воздух заминированный автомобиль. Большую часть посетителей бара составляли ирландские католики и националисты, проживавшие в районе, где находился бар. Он был полон людей, которые смотрели по цветному телевизору футбольный матч между Англией и Германией. В результате взрыва пострадали 63 человека, из них 8 получили тяжёлые ранения. 19-летний католик Джон Моран, который подрабатывал барменом, скончался от последствий полученных ранений 23 мая.
Изначально британская армия утверждала, что взрыв был устроен боевиками «временного» крыла ИРА, и госсекретарь Северной Ирландии Уильям Уайтлоу в Палате общин 18 мая заявил, что это произошло из-за неосторожного обращения боевиков ИРА с бомбой, которая взорвалась раньше времени. Однако по свидетельствам очевидцев, бомбу заложил провокатор из Ассоциации обороны Ольстера, а республиканцы заявили, что боевики ИРА не пошли бы на такой риск в заполненном баре. Независимое расследование подтвердило тот факт, что бомбу действительно заложили лоялисты. В память о погибших позднее была установлена мемориальная табличка с именами погибших как при взрыве бомбы, так и в массовых убийствах, устроенных британскими парашютистами. На табличке написано:

...здесь 13 мая 1972 года без предупреждения была взорвана заложенная лоялистами автомобильная бомба. В результате 66 человек пострадали, а три невинных работника бара «Келли» погибли. Ими были: Томми Макилрой (погиб 13 мая 1972), Джон Моран (умер от последствий ранения 23 мая 1972), Джерард Кларк (умер от последствий ранения 6 сентября 1989).
Оригинальный текст (англ.)...here on 13th May 1972 a no warning Loyalist car bomb exploded. As a result, 66 people were injured and three innocent members of staff of Kelly's Bar lost their lives. They were: Tommy McIlroy (died 13th May 1972), John Moran (died from his injuries 23rd May 1972), Gerard Clarke (died from his injuries 6th September 1989).

## Перестрелки

### 13 мая
В ночь перед взрывом вооружённые бойцы Западно-Белфастской бригады ОДС заняли позиции на третьем этаже заброшенного здания в протестантском квартале Спрингмартин, откуда открывался вид на дома католиков. Они были вооружены старыми винтовками времён Второй мировой войны, которые они привезли с Шенкилл-роуд. Уже после взрыва ольстерцы открыли огонь по выбегавшим из паба. По свидетельству наблюдателя британской армии, стрельба началась только в 17:35, когда прозвучало порядка 30 выстрелов, однако по заявлению члена парламента Джерри Фитта (от Социал-демократической и лейбористской партии), выстрелы прозвучали уже через считанные минуты после взрыва. Фитту возражал Уильям Уайтлоу, который сказал, что с момента взрыва до выстрелов прошло как минимум 40 минут. На место перестрелки прибыли машины скорой помощи, которые поспешили эвакуировать раненых, среди которых было много детей. 50-летний католик Томми Макилрой был расстрелян в упор, получив смертельное ранение груди, и стал первой жертвой битвы при Спрингмартине.
В ответ на расстрел мирных граждан на помощь мирному населению поспешили боевики ИРА, завязавшие битву с Западно-Белфастским батальоном Ольстерских добровольческих сил. По некоторым данным, помощь оказывали члены как Временной, так и Официальной Ирландских республиканских армий, будучи вооружёнными пистолетами-пулемётами «Thompson», карабинами M1 и пулемётами «Bren». Ирландцы открыли огонь по британским войскам, которые ринулись усмирять воюющие стороны: 22-летний капрал Алан Бакли 1-го батальона полка шотландских пограничников был смертельно ранен, находясь внутри бронеавтомобиля «Феррет» на Уайтрок-роуд. Взвод солдат прикрывал его, пока раненому Бакли пытались оказать помощь. В перестрелке был ранен ещё один солдат, после чего на помощь шотландским пограничникам был отправлен Парашютный полк.
В течение следующих нескольких часов были зафиксированы 35 перестрелок, что превратило битву в самое кровавое побоище со времён роспуска парламента Северной Ирландии и введения прямого управления из Лондона в том году. Боевики ИРА обстреливали британских солдат и снайперов Ольстера в Спрингмартине. Особенно упорные бои велись на базе Генри Таггарт близ Спрингмартина: за первые 14 часов по ней было выпущено более 400 пуль. Обстрел вёлся не только из квартала Бэллимёрфи, но и даже с ближайших гор. По данным журналиста Малаки О’Дохерти, битва шла между британскими солдатами и ирландскими националистами также и на городском кладбище между Уайтрок-роуд и Спрингфилд-роуд.
В ту ночь были убиты ещё двое. Первым был 15-летний боевик ИРА Майкл Маги, получивший смертельное ранение в грудь около своего дома на Нью-Барнсли-Кресент; его даже не успели довести до Королевского госпиталя Виктории<. Те, кто вёз умирающего Маги, уверяли, что на них бросились обезумевшие гибелью капрала Бакли британские солдаты и пытались избить. По данным свидетельства о смерти, Маги был застрелен британскими солдатами, однако в официальном заявлении руководства Белфаста его смерть расценивается как несчастный случай. Вторым погибшим был мирный гражданин, 32-летний католик Роберт Макмаллэн, застреленный в Нью-Бэрнсли-Парк около своего дома. По свидетельствам, в 8 часов вечера в той зоне были слышны многочисленные звуки выстрелов, а затем прозвучал одиночный выстрел, который и уложил Макмаллэна. Убийц так и не нашли, но предполагается, что его застрелили британцы с базы Генри Таггарт.
Королевская полиция Ольстера арестовала двух членов Ольстерских добровольческих сил, Тревора Кинга и Уильяма Грэма. В доме на Блэкмаунтин-пасс они пытались починить винтовку, которую заклинило при стрельбе. Во время обыска полиция изъяла три винтовки Steyr, боеприпасы и сигнальные ракеты.

### 14 мая
Стычки между всеми тремя сторонами не прекращались на следующий день. Британцы захватили первый этаж заброшенной многоэтажки, где скрывались снайперы Ольстера. Британцы и ольстерцы стали стрелять по Бэллимёрфи, даже не подозревая о присутствии друг друга в здании, однако, по свидетельствам одного снайпера, стычка всё-таки произошла между воюющими сторонами: один из боевиков ОДС был схвачен британцами, пытаясь спрятать оружие в мусорной корзине, а его соратник заявил, что в корзине лежит не оружие, а мусор. По дому было сделано множество выстрелов, насчитано более 400 следов попаданий пуль.
В Спрингмартине был застрелен 17-летний Джон Педлоу, его друг был ранен. Согласно книге «Потерянные жизни» (англ. Lost Lives), в обоих стреляли солдаты. Выживший друг утверждал, что до обоих донеслись звуки выстрелов, когда те шли из магазина домой. Звуки доносились с блокпоста Таггарт, а выстрелы были направлены в сторону Блэк-Маунтэйн. Однако по словам Малкольма Саттона, Педлоу был убит боевиками ИРА. На месте преступления была обнаружена пуля калибра .303, которая могла срикошетить. Педлоу был похоронен с подобающими лоялисту почестями, а полиция сама заявила, что тот не был связан с какими-либо преступными группировками. От рук снайперов Ольстера спустя три часа погибла 13-летняя католичка, школьница Марта Кэмпбелл на Спрингхилл-авеню: один из свидетелей заявлял, что снайперы специально стреляли по детям, поскольку рядом не было кого-либо из посторонних. Гибель школьницы подтверждают и источники лоялистов.
Одним из руководителей Ольстерских добровольческих сил, согласно данным Джима Касака и Генри Макдональда, был Джим Ханна, будущий командир Ольстерских добровольческих сил. Ханна рассказал журналисту Кевину Майерзу, что его самого и двух других ольстерских добровольцев защищал британский патруль: британцы помогли им добраться до Коррис-Тимбер-Ярд. Они были свидетелями того, как ольстерцы расстреляли в упор католика, но даже не попытались его арестовать, несмотря на приказы сверху. Вскоре лоялисты установили баррикады на Шенкилл-роуд, преградив туда путь и объявив эту территорию «мёртвой зоной». Она была под контролем роты B, которой командовал Дэйви Фогель, бывший офицер британской армии.